# Le Hommet-d'Arthenay
Le Hommet-d'Arthenay és un municipi francès situat al departament de la Manche i a la regió de Normandia. L'any 2007 tenia 429 habitants.

## Demografia

### Població
El 2007 la població de fet de Le Hommet-d'Arthenay era de 429 persones. Hi havia 124 famílies de les quals 36 eren unipersonals (24 homes vivint sols i 12 dones vivint soles), 32 parelles sense fills i 56 parelles amb fills.
La població ha evolucionat segons el següent gràfic:
Habitants censats

### Habitatges
El 2007 hi havia 148 habitatges, 132 eren l'habitatge principal de la família, 11 eren segones residències i 4 estaven desocupats. 145 eren cases i 3 eren apartaments. Dels 132 habitatges principals, 90 estaven ocupats pels seus propietaris, 36 estaven llogats i ocupats pels llogaters i 7 estaven cedits a títol gratuït; 9 tenien dues cambres, 15 en tenien tres, 36 en tenien quatre i 73 en tenien cinc o més. 97 habitatges disposaven pel capbaix d'una plaça de pàrquing. A 57 habitatges hi havia un automòbil i a 68 n'hi havia dos o més.

### Piràmide de població
La piràmide de població per edats i sexe el 2009 era:
| Homes | Edats   | Dones |
| ----- | ------- | ----- |
| 0     | 95 o +  | 0     |
| 0     | 90 a 94 | 0     |
| 0     | 85 a 89 | 4     |
| 0     | 80 a 84 | 8     |
| 8     | 75 a 79 | 8     |
| 4     | 70 a 74 | 0     |
| 8     | 65 a 69 | 12    |
| 4     | 60 a 64 | 4     |
| 8     | 55 a 59 | 4     |
| 12    | 50 a 54 | 12    |
| 8     | 45 a 49 | 8     |
| 20    | 40 a 44 | 12    |
| 16    | 35 a 39 | 16    |
| 20    | 30 a 34 | 12    |
| 4     | 25 a 29 | 12    |
| 4     | 20 a 24 | 8     |
| 20    | 15 a 19 | 16    |
| 12    | 10 a 14 | 16    |
| 8     | 5 a 9   | 8     |
| 8     | 0 a 4   | 16    |

## Economia
El 2007 la població en edat de treballar era de 309 persones, 212 eren actives i 97 eren inactives. De les 212 persones actives 201 estaven ocupades (110 homes i 91 dones) i 11 estaven aturades (5 homes i 6 dones). De les 97 persones inactives 19 estaven jubilades, 57 estaven estudiant i 21 estaven classificades com a «altres inactius».

### Ingressos
El 2009 a Le Hommet-d'Arthenay hi havia 125 unitats fiscals que integraven 324 persones, la mediana anual d'ingressos fiscals per persona era de 14.592 €.

### Activitats econòmiques
Dels 9 establiments que hi havia el 2007, 4 eren d'empreses de construcció, 1 d'una empresa de comerç i reparació d'automòbils, 2 d'empreses d'hostatgeria i restauració i 2 d'empreses classificades com a «altres activitats de serveis».
Dels 7 establiments de servei als particulars que hi havia el 2009, 2 eren guixaires pintors, 2 fusteries, 1 lampisteria, 1 perruqueria i 1 restaurant.
L'any 2000 a Le Hommet-d'Arthenay hi havia 20 explotacions agrícoles que ocupaven un total de 781 hectàrees.

## Equipaments sanitaris i escolars
El 2009 hi havia una escola elemental integrada dins d'un grup escolar amb les comunes properes formant una escola dispersa.

## Poblacions més properes
El següent diagrama mostra les poblacions més properes.